# Ponte Morandi
Ponte Morandi, viadotto Morandi, właściwie viadotto Polcevera (most Morandiego, wiadukt Morandiego, wiadukt Polcevera) – dawny wiadukt będący częścią autostrady A10 (i trasy europejskiej E80) nad doliną rzeki Polcevera w Genui, na zachód od centrum miasta. Znajdował się między dzielnicami Sampierdarena i Cornigliano.

## Konstrukcja

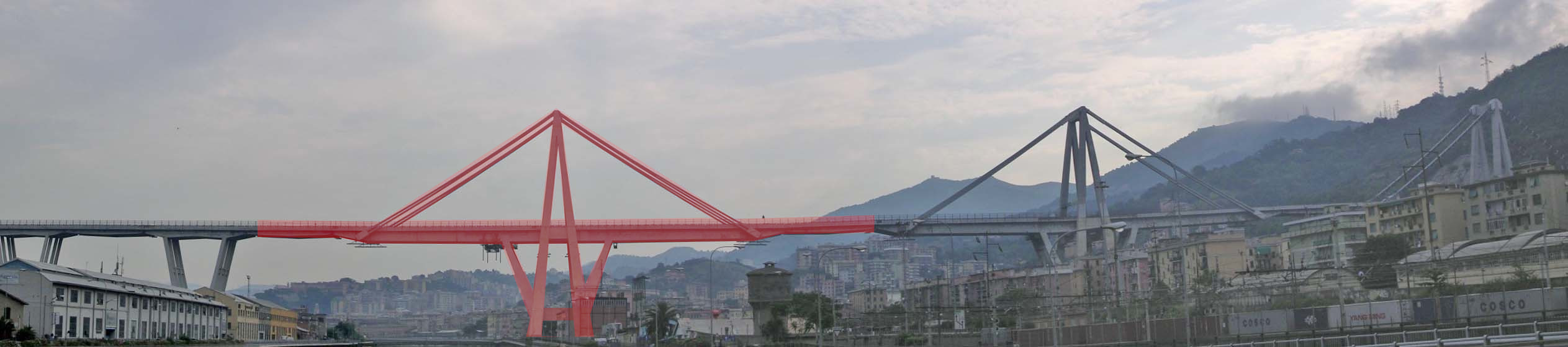
Wiadukt przed katastrofą (runęła część zaznaczona na czerwono)

Innowacyjny wiadukt, będący dumą Włochów i symbolem Włoch, zaprojektował włoski inżynier Riccardo Morandi (stąd jego potoczna nazwa). Znajdował się na najważniejszej osi transportowej Genui. Zbudowano go w latach 1963–1967. Miał długość 1182 m, 18 metrów szerokości i miejscami 45 metrów wysokości przęsła nad dnem doliny. Pylony wznosiły się 90 metrów w górę. Otwarto go uroczyście 4 września 1967 w obecności ówczesnego prezydenta Republiki Włoskiej Giuseppe Saragata.
Do pogorszenia stanu technicznego wiaduktu przyczynił się ogromny wzrost w transporcie ilości samochodów ciężarowych oraz znaczne zwiększenie masy ciężarówek. Od lat siedemdziesiątych XX wieku był systematycznie konserwowany z powodu pękającego żelbetu. Eksperci co najmniej od 2009 rozważali jego rozbiórkę. Liny podtrzymujące przęsła zaczęto wymieniać w latach dziewięćdziesiątych XX wieku, a prace zakończono w 2016.

## Katastrofa

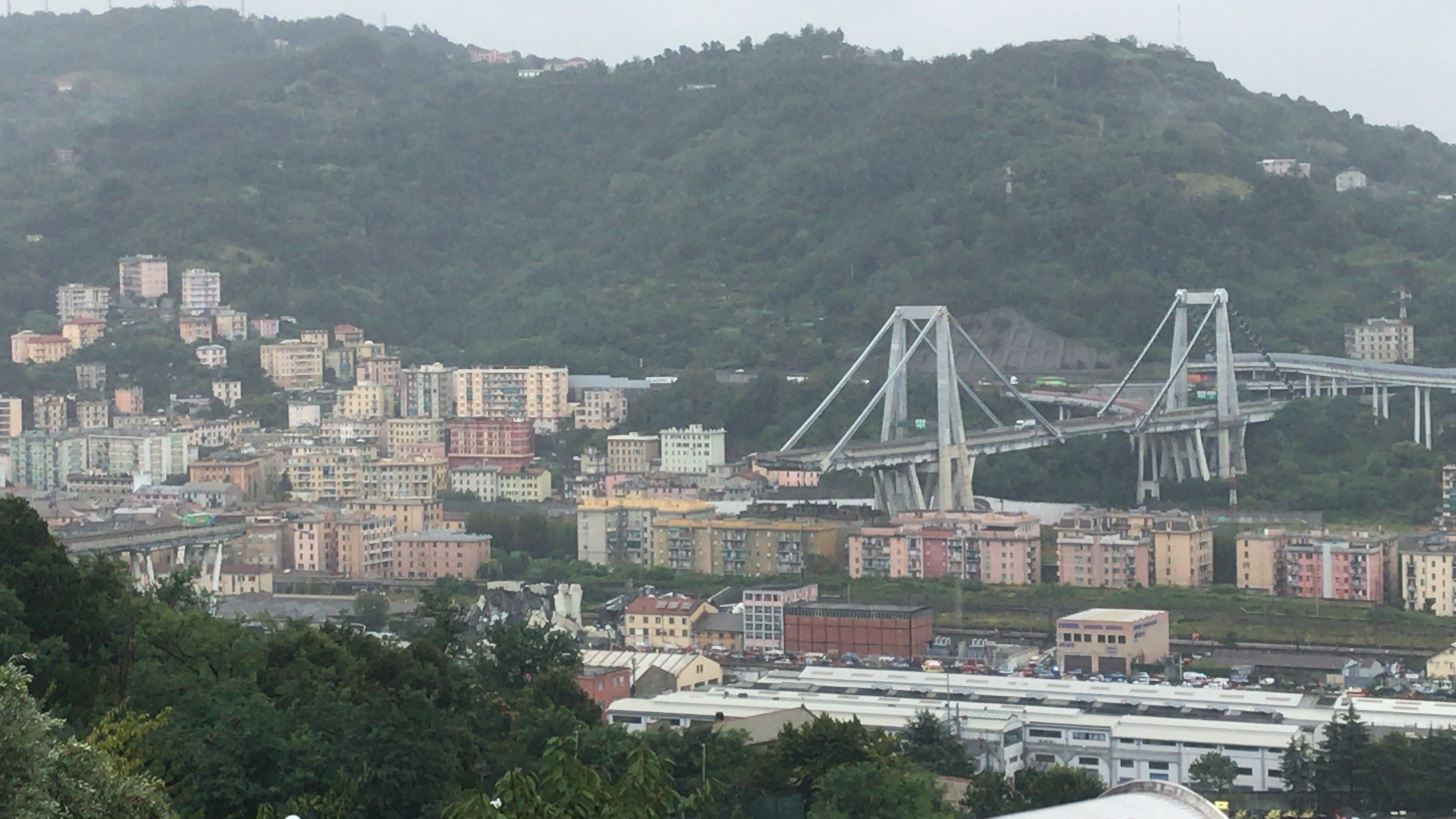
Widok po katastrofie

14 sierpnia 2018 r. około godziny 11.30, w czasie burzy poprzedzonej wielogodzinną ulewą, doszło do zawalenia się około 200–250-metrowego odcinka wiaduktu. Zniszczeniu uległ odcinek jezdni oraz pylon, które runęły do wody, na ulicę oraz znajdujące się pod wiaduktem zabudowania. Według relacji niektórych świadków obiekt chwilę wcześniej został trafiony piorunem. Zdaniem prof. inż. Jana Biliszczuka, projektanta wielu budowli mostowych (w tym mostu Rędzińskiego we Wrocławiu), przyczyną katastrofy mogła być korozja lin nośnych.
W katastrofie budowlanej zginęły 43 osoby. 18 sierpnia 2018 odbył się państwowy pogrzeb ofiar katastrofy; tego też dnia we Włoszech ogłoszono żałobę narodową.

28 czerwca 2019 roku o godzinie 9.38 pozostałości wiaduktu zostały zburzone ładunkami wybuchowymi. Na czas burzenia ewakuowano 3,4 tys. ludzi w promieniu 300 metrów.

## Śledztwo ws. katastrofy
Śledczy prokuratury i Gwardii Finansowej z Genui na 2000 stron akt śledztwa wykazali mnóstwo zaniedbań eksploatacyjnych, konserwacyjnych i nadzorczych wielu ludzi i podmiotów, które przyczyniły się do katastrofy budowlanej, sporządzili 69 aktów oskarżenia. Prokuratura posiłkowała się ekspertyzą specjalistów liczącą 177 stron, przygotowano ją w dwa lata. Śledztwo trwało dwa i pół roku, do 24 kwietnia 2021 r.. 24 czerwca 2021 r. prokuratura wniosła do sądu akty oskarżenia przeciwko 59 oskarżonym, a akta 10 podejrzanych przeniesiono do odrębnych postępowań.

## Budowa następnego wiaduktu
Właściwy etap budowy nowej przeprawy rozpoczął się w sierpniu 2019 roku, co nastąpiło niedługo po zburzeniu pozostałości dawnego wiaduktu. W kwietniu 2020 roku budowniczy mimo niesprzyjających warunków epidemicznych w kraju, po położeniu ostatniego przęsła wiaduktu, połączyli dwa brzegi doliny strumienia Polcevera. Prace, z uwzględnieniem ścisłych przepisów bezpieczeństwa, były kontynuowane w trakcie szczytu pandemii COVID-19. Od momentu rozpoczęcia budowy robotnicy pracowali codziennie, w dzień i w nocy; tylko w Boże Narodzenie zarządzono przerwę w wykonywaniu robót drogowych. Prace wykończeniowe miały potrwać do połowy lipca 2020 roku. Z okazji połączenia przęseł nowego wiaduktu, konstrukcję podświetlono reflektorami w barwach narodowej flagi Włoch.
W miejscu zawalonego powstał nowy,  Wiadukt Genova San Giorgio. Koszt jego budowy szacowano na ok. 200 milionów euro. Wiadukt Genova San Giorgio otwarto 3 sierpnia 2020 roku przy asyście urzędników, 5 sierpnia rozpoczęto ruch.